# 이표채
이표채(利表債)는 액면금액 표기 채권으로 발행하지만 표면이자율에 따라 연(월)간으로 지급하는 채권이다. 주로 회사채, 금융채, 특수채 등이 해당된다. 같은 의미로 ‘월이자지급식 채권’이라고 한다.

## 표면이자율
대한민국에서는 적게는 0%에서 많게는 20% 초과하는 채권도 존재한다. 그러나 이표채에서 표면이자율] BBB급 수익률을 초과하는 채권은 시장에서 나쁘게 평가하므로 주의해야 한다.

## 공식
P=C/(1+i)+C/(1+i)²+…+C/(1+i)ⁿ+F/(1+i)ⁿ